# UFC 58
UFC 58: USA vs Canada è stato un evento di arti marziali miste tenuto dalla Ultimate Fighting Championship il 4 marzo 2006 al Mandalay Bay Events Center di Las Vegas, Stati Uniti.

## Retroscena
Come da titolo, il tema dell'evento era una sfida tra lottatori statunitensi e lottatori canadesi, sfida terminata con la vittoria degli Stati Uniti per 5-3.
Degli otto lottatori canadesi impegnati nella serata ben cinque erano al tempo campioni di categoria nella promozione TKO Major League MMA, ovvero Icho Larenas (pesi massimi), Sam Stout (pesi leggeri), Mark Hominick (pesi piuma), Georges St-Pierre (pesi welter) e David Loiseau (pesi medi).
Yves Edwards, benché nato e cresciuto nelle Bahamas, partecipò come statunitense in virtù del fatto che possiede la cittadinanza degli Stati Uniti d'America.
In questo evento si assistette al ritorno della categoria dei pesi leggeri, sospesa dall'evento UFC 49.
Sam Stout avrebbe dovuto affrontare Kenny Florian, ma quest'ultimo s'infortunò in allenamento e venne sostituito con Spencer Fisher.
Icho Larenas partecipò come sostituto dell'indisponibile Kristof Midoux, lottatore francese con passaporto canadese.

## Risultati

### Card preliminare
- Incontro categoria Pesi Massimi:  Icho Larenas contro  Tom Murphy

Murphy sconfisse Larenas per KO Tecnico (colpi) a 1:59 del terzo round.
- Incontro categoria Pesi Mediomassimi:  Rob MacDonald contro  Jason Lambert

Lambert sconfisse MacDonald per sottomissione (kimura) a 1:54 del primo round.
- Incontro categoria Pesi Leggeri:  Spencer Fisher contro  Sam Stout

Stout sconfisse Fisher per decisione divisa.

### Card principale
- Incontro categoria Pesi Leggeri:  Mark Hominick contro  Yves Edwards

Hominick sconfisse Edwards per sottomissione (armbar triangolare) a 1:52 del secondo round.
- Incontro categoria Pesi Medi:  Joe Doerksen contro  Nathan Marquardt

Marquardt sconfisse Doerksen per decisione unanime (30–27, 30–27, 30–27).
- Incontro categoria Pesi Welter:  B.J. Penn contro  Georges St-Pierre

St-Pierre sconfisse Penn per decisione divisa (29–28, 28–29, 29–28).
- Incontro categoria Pesi Medi:  Mike Swick contro  Steve Vigneault

Swick sconfisse Vigneault per sottomissione (strangolamento a ghigliottina) a 2:09 del primo round.
- Incontro per il titolo dei Pesi Medi:  Rich Franklin (c) contro  David Loiseau

Franklin sconfisse Loiseau per decisione unanime (50–42, 50–42, 50–43) e mantenne il titolo dei pesi medi.